# 維索克 (維索克市鎮)
50°24′24″N 28°48′6″E / 50.40667°N 28.80167°E

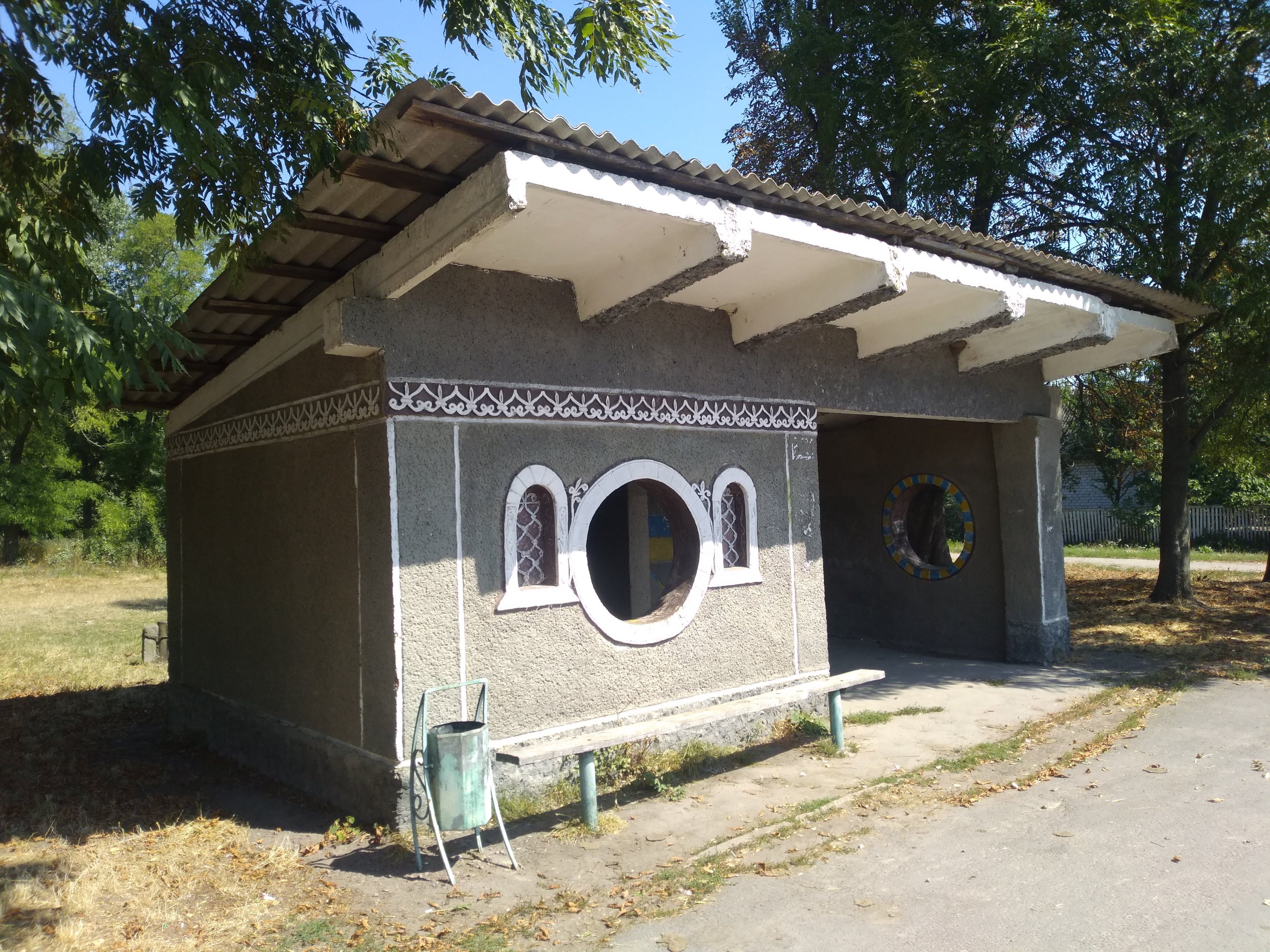
公交车站

維索克（烏克蘭語：Високе），是烏克蘭北部日托米爾州日托米爾區维索克市镇内的村落及其行政中心。始建於1615年，面積0.502平方公里，海拔高度215米，2001年人口1,126。